# Aonach Beag (Ben Nevis)
Aonach Beag är ett berg i Storbritannien.   Det ligger i kommunen Highland och riksdelen Skottland, i den nordvästra delen av landet, 700 km nordväst om huvudstaden London. Toppen på Aonach Beag är 1 234 meter över havet, eller 400 meter över den omgivande terrängen. Bredden vid basen är 5,1 km.
Terrängen runt Aonach Beag är kuperad åt sydost, men åt nordväst är den bergig.Runt Aonach Beag är det mycket glesbefolkat, med 4 invånare per kvadratkilometer. Närmaste större samhälle är Fort William, 9,7 km väster om Aonach Beag. Trakten runt Aonach Beag består i huvudsak av gräsmarker.